# Synalpheus
Synalpheus is een geslacht van kreeftachtigen uit de klasse van de Malacostraca (hogere kreeftachtigen).

## Soorten
- Synalpheus africanus Crosnier & Forest, 1965
- Synalpheus agelas Pequegnat & Heard, 1979
- Synalpheus albatrossi Coutière, 1909
- Synalpheus amabilis de Man, 1910
- Synalpheus anasimus Chace, 1972
- Synalpheus anceps Banner, 1956
- Synalpheus ancistrorhynchus de Man, 1909
- Synalpheus androsi Coutière, 1909
- Synalpheus antenor de Man, 1910
- Synalpheus antillensis Coutière, 1909
- Synalpheus apioceros Coutière, 1909
- Synalpheus arostris Wicksten, 1989
- Synalpheus bannerorum Abele, 1975
- Synalpheus barahonensis Armstrong, 1949
- Synalpheus belizensis Anker & Tóth, 2008
- Synalpheus bispinosus de Man, 1910
- Synalpheus bituberculatus de Man, 1910
- Synalpheus biunguiculatus (Stimpson, 1860)
- Synalpheus bocas Anker & Tóth, 2008
- Synalpheus bousfieldi Chace, 1972
- Synalpheus bradleyi Verrill, 1922
- Synalpheus brevicarpus (Herrick, 1891)
- Synalpheus brevidactylus Anker & Tóth, 2008
- Synalpheus brevifrons Chace, 1972
- Synalpheus brevispinis Coutière, 1909
- Synalpheus brooksi Coutière, 1909
- Synalpheus carinatus (de Man, 1888)
- Synalpheus carpenteri MacDonald & Duffy, 2006
- Synalpheus chacei Duffy, 1998
- Synalpheus charon (Heller, 1861)
- Synalpheus comatularum (Haswell, 1882)
- Synalpheus congoensis Crosnier & Forest, 1965
- Synalpheus corallinus Macdonald, Hultgren & Duffy, 2009
- Synalpheus coutierei Banner, 1953
- Synalpheus cretoculatus Banner & Banner, 1979
- Synalpheus crosnieri Banner & Banner, 1983
- Synalpheus curacaoensis Schmitt, 1924
- Synalpheus dardeaui (Ríos & Duffy, 2007)
- Synalpheus demani Borradaile, 1900
- Synalpheus digueti Coutière, 1909
- Synalpheus disparodigitus Armstrong, 1949
- Synalpheus dominicensis Armstrong, 1949
- Synalpheus dorae Bruce, 1988
- Synalpheus duffyi Anker & Tóth, 2008
- Synalpheus echinus Banner & Banner, 1975
- Synalpheus elizabethae (Ríos & Duffy, 2007)
- Synalpheus filidigitus Armstrong, 1949
- Synalpheus fossor (Paul'son, 1875)
- Synalpheus fritzmuelleri Coutière, 1909
- Synalpheus gambarelloides (Nardo, 1847)
- Synalpheus goodei Coutière, 1909
- Synalpheus gracilirostris de Man, 1910
- Synalpheus haddoni Coutière, 1900
- Synalpheus harpagatrus Banner & Banner, 1975
- Synalpheus hastilicrassus Coutière, 1905
- Synalpheus heardi Dardeau, 1984
- Synalpheus hemphilli Coutière, 1909
- Synalpheus herdmaniae Lebour, 1938
- Synalpheus heroni Coutière, 1909
- Synalpheus herricki Coutière, 1909
- Synalpheus hilarulus de Man, 1910
- Synalpheus hoetjesi Hultgren, Macdonald & Duffy, 2010
- Synalpheus idios (Ríos & Duffy, 2007)
- Synalpheus iocasta de Man, 1909
- Synalpheus iphinoe de Man, 1909
- Synalpheus irie Macdonald, Hultgren & Duffy, 2009
- Synalpheus jedanensis de Man, 1909
- Synalpheus kensleyi (Ríos & Duffy, 2007)
- Synalpheus kuadramanus Hultgren, Macdonald & Duffy, 2010
- Synalpheus kusaiensis Kubo, 1940
- Synalpheus laevimanus
- Synalpheus lani Hermoso & Alvarez, 2005
- Synalpheus laticeps Coutière, 1905
- Synalpheus lockingtoni Coutière, 1909
- Synalpheus longicarpus (Herrick, 1891)
- Synalpheus lophodactylus Coutière, 1908
- Synalpheus macromanus Edmondson, 1925
- Synalpheus mcclendoni Coutière, 1910
- Synalpheus merospiniger Coutière, 1908
- Synalpheus mexicanus Coutière, 1909
- Synalpheus microneptunus Hultgren, Macdonald & Duffy, 2011
- Synalpheus minus (Say, 1818)
- Synalpheus modestus de Man, 1909
- Synalpheus mortenseni Banner & Banner, 1985
- Synalpheus mulegensis Ríos, 1992
- Synalpheus mushaensis Coutière, 1908
- Synalpheus neomeris (de Man, 1897)
- Synalpheus nilandensis Coutière, 1905
- Synalpheus nobilii Coutière, 1909
- Synalpheus obtusifrons Chace, 1972
- Synalpheus occidentalis Coutière, 1909
- Synalpheus odontophorus de Man, 1909
- Synalpheus orapilosus Hultgren, Macdonald & Duffy, 2010
- Synalpheus osburni Schmitt, 1933
- Synalpheus otiosus Coutière, 1908
- Synalpheus pachymeris Coutière, 1905
- Synalpheus pandionis Coutière, 1909
- Synalpheus paradoxus Banner & Banner, 1981
- Synalpheus paralaticeps Banner & Banner, 1982
- Synalpheus paraneomeris Coutière, 1905
- Synalpheus paraneptunus Coutière, 1909
- Synalpheus parfaiti (Coutière, 1898)
- Synalpheus paulsonoides Coutière, 1909
- Synalpheus pectiniger Coutière, 1907
- Synalpheus peruvianus Rathbun, 1910
- Synalpheus pescadorensis Coutière, 1905
- Synalpheus plumosetosus Macdonald, Hultgren & Duffy, 2009
- Synalpheus pococki Coutière, 1898
- Synalpheus quadriarticulatus Banner & Banner, 1975
- Synalpheus quadrispinosus de Man, 1910
- Synalpheus quinquedens Tattersall, 1921
- Synalpheus rathbunae Coutière, 1909
- Synalpheus readi Banner & Banner, 1972
- Synalpheus recessus Abele & W. Kim, 1989
- Synalpheus redactocarpus Banner, 1953
- Synalpheus regalis Duffy, 1996
- Synalpheus riosi Anker & Tóth, 2008
- Synalpheus ruetzleri Macdonald & Duffy, 2006
- Synalpheus sanctithomae Coutière, 1909
- Synalpheus sanjosei Coutière, 1909
- Synalpheus sanlucasi Coutière, 1909
- Synalpheus scaphoceris Coutière, 1910
- Synalpheus sciro Banner & Banner, 1975
- Synalpheus senegambiensis Coutière, 1908
- Synalpheus septemspinosus de Man, 1910
- Synalpheus sladeni Coutière, 1908
- Synalpheus somalia Banner & Banner, 1979
- Synalpheus spinifrons (H. Milne Edwards, 1837 [in Milne Edwards, 1834-1840])
- Synalpheus spiniger (Stimpson, 1860)
- Synalpheus spongicola Banner & Banner, 1981
- Synalpheus stimpsonii (de Man, 1888)
- Synalpheus streptodactylus Coutière, 1905
- Synalpheus stylopleuron Hermoso Salazar & Hendrickx, 2006
- Synalpheus superus Abele & W. Kim, 1989
- Synalpheus tenuispina Coutière, 1909
- Synalpheus thai Banner & Banner, 1966
- Synalpheus theano de Man, 1910
- Synalpheus thele Macdonald, Hultgren & Duffy, 2009
- Synalpheus tijou Banner & Banner, 1982
- Synalpheus townsendi Coutière, 1909
- Synalpheus triacanthus de Man, 1910
- Synalpheus tricuspidatus (Heller, 1861)
- Synalpheus tridentulatus (Dana, 1852)
- Synalpheus trispinosus de Man, 1910
- Synalpheus triunguiculatus (Paul'son, 1875)
- Synalpheus tropidodactylus Banner & Banner, 1975
- Synalpheus tuthilli Banner, 1959
- Synalpheus ul (Ríos & Duffy, 2007)
- Synalpheus wickstenae Hermoso Salazar & Hendrickx, 2006
- Synalpheus williamsi Ríos & Duffy, 1999
- Synalpheus yano (Ríos & Duffy, 2007)

## Noot
In april 2017 publiceerden Sammy De Grave en zijn team van het Oxford University Museum of National History de naam van een nieuwe pistoolgarnaal, die ze vernoemden naar Pink Floyd, en die daardoor uitgebreid het nieuws haalde: Synalpheus pinkfloydi Anker, Hultgren & De Grave, 2017. Gebruikelijk is om met het opnemen van zo'n nieuwe soort in de encyclopedie te wachten totdat ook andere onderzoekers de naam van dit taxon accepteren als die van een nieuwe soort.